# Åkirkeby Kommune
Aakirkeby Kommune i Bornholms Amt blev dannet ved kommunalreformen i 1970. I 2003 indgik den i Bornholms Regionskommune sammen med Allinge-Gudhjem Kommune, Hasle Kommune, Nexø Kommune og Rønne Kommune samt Bornholms Amt.

## Tidligere kommuner
Aakirkeby havde været købstad, men det begreb mistede sin betydning ved kommunalreformen. 4 sognekommuner blev lagt sammen med Aakirkeby Købstad til Aakirkeby Kommune.
| Kommune           | Folketal 1. januar 1970 | Byer                            |
| ----------------- | ----------------------- | ------------------------------- |
| Aakirkeby Købstad | 1.545                   | Aakirkeby                       |
| Nylarsker         | 1.039                   | Nylars og en del af Lobbæk      |
| Pedersker         | 995                     | Pedersker                       |
| Vestermarie       | 1.868                   | Vestermarie og en del af Lobbæk |
| Åker              | 2.181                   | Aakirkeby                       |
| I alt             | 7.628                   |                                 |

Hertil kom en del af Nyker Udmark fra Nyker Sogn i Hasle Kommune.

## Sogne
Aakirkeby Kommune bestod af følgende sogne:
- Nylarsker Sogn (Vester Herred)
- Pedersker Sogn (Øster Herred)
- Vestermarie Sogn (Vester Herred)
- Aaker Sogn (Øster Herred)
- Aakirkeby Sogn (Øster Herred)

## Byer
| Kommunens største byer |             |                   |
| Nr                     | By          | Indbyggere (2025) |
| 1                      | Aakirkeby   | 2.091             |
| 2                      | Lobbæk      | 307               |
| 3                      | Vestermarie | 237               |
| 4                      | Pedersker   | 209               |

## Valgresultater
| 7 | 1 | 2 | 7 |

| 14 | 3 |

| 6 | 1 | 9 | 1 |

| 14 | 3 |

| 6 | 1 | 1 | 1 | 7 | 1 |

| 14 | 3 |

| 6 | 1 | 1 | 7 | 1 | 1 |

| 13 | 4 |

| 6 | 2 | 1 | 1 | 6 | 1 |

| 14 | 3 |

| 7 | 1 | 1 | 7 | 1 |

| 13 | 4 |

| 5 | 1 | 1 | 10 |

| 15 |

| 5 | 1 | 1 | 8 | 2 |

| 15 |

| 7 | 1 | 7 | 2 |

| 14 | 3 |

## Borgmestre[4]
| Periode   | Navn               | Parti   |
| --------- | ------------------ | ------- |
| 1970-1985 | Aksel Jensen       | Venstre |
| 1986-2001 | Birthe Juel-Jensen | Venstre |
| 2002-2002 | Britta Kofoed      | Venstre |

## Aakirkeby Rådhus
Aakirkeby Kommunes rådhus på Ravnsgade 5 havde stået tomt i 2-3 år, da Udlændingestyrelsen i 2015 satte det i stand som asylcenter.